# Cerro Peonía (Sucre)
El Cerro Peonía es una formación de montaña ubicada en una exclusiva región natural al sur de Cumanacoa, Sucre, Venezuela. A una altitud promedio de 2.401 m s. n. m. el Cerro Peonía es la segunda montaña más alta en el estado Sucre.

## Ubicación
El Cerro Peonía está ubicado en el corazón la Zona Protectora Macizo Montañoso del Turimiquire, parte del sistema montañoso nororiental de la cordillera de la Costa venezolana. El acceso se obtiene por cualquiera de varios caseríos que rodean la montaña al oeste de la carretera panamericana al sur de Cumanacoa. El cerro Tristeza (2660 m s. n. m.) está a 4 km al sur de Peonía.